# Akinwumi Adesina
Akinwumi Adesina (Ogun, 6 febbraio 1960) è un politico nigeriano.
Dal 1º settembre 2015 è il Presidente della Banca africana di sviluppo, primo nigeriano a ricoprire tale carica.
Dal 2010 al 2015 è stato ministro dell'agricoltura della Nigeria, venendo nominato "uomo africano dell'anno" dalla rivista Forbes per la sua riforma agricola.